# Commercial Titan III
Pour les articles homonymes, voir Titan.

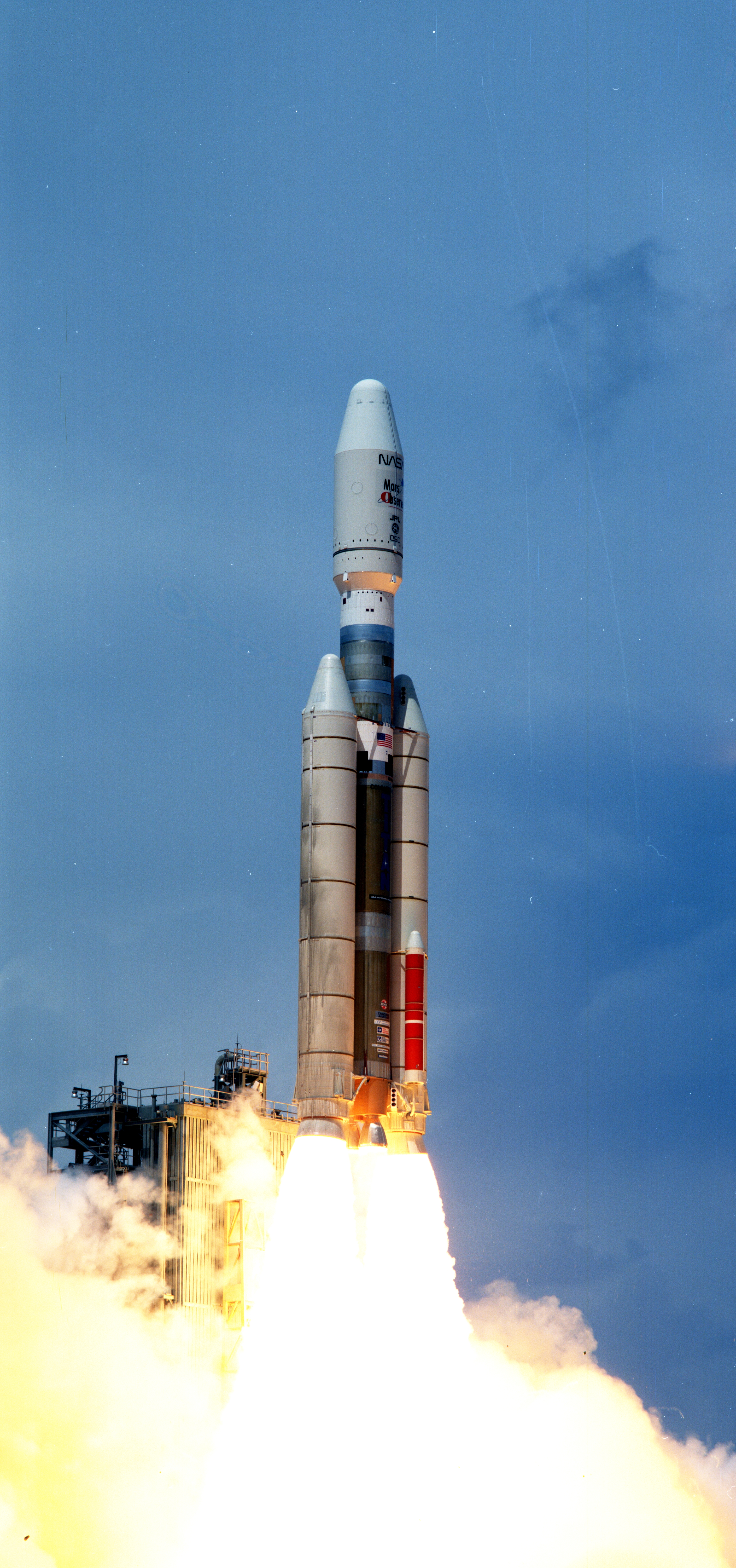
Lancement du dernier CT-3 avec Mars Observer à l'intérieur.

Le Commercial Titan III, également connu sous le nom de CT-3 ou CT-III, était un lanceur spatial américain consommable, développé par Martin Marietta à la fin des années 1980 et lancé à quatre reprises au début des années 1990. Il était dérivé du Titan 34D et avait été initialement proposé comme lanceur consommable de moyenne capacité pour l’armée de l'air américaine, qui lui préféra finalement le Delta II. Son développement se poursuivit comme lanceur commercial, et le premier vol eut lieu en 1990. En raison de coûts plus élevés que ceux de fusées contemporaines telles que l’Ariane 4, les commandes se firent rares, et le CT-3 fut retiré du service en 1992.
Le Commercial Titan III différait du Titan 34D par un deuxième étage allongé, et une coiffe plus grande pour accueillir des charges utiles doubles.
Les quatre lancements ont eu lieu depuis le complexe de lancement 40 de la base de lancement de Cap Canaveral. Le premier transportait deux satellites de télécommunications, Skynet 4A et JCSAT-2, et a été lancé à 00 h 07 UTC le 1er janvier 1990, soit à 19 h 07 heure locale le 31 décembre 1989. Le lancement a reçu le désignateur international 1990-001, selon la date UTC.
Le deuxième lancement a eu lieu le 14 mars et transportait le satellite Intelsat 603. Le deuxième étage de la fusée ne s’est pas séparé, et la charge utile n’a pu être libérée qu’en éjectant son moteur d'apogée. Elle fut ensuite visitée par navette spatiale Endeavour, lors de la mission STS-49. Des astronautes y ont attaché un nouveau moteur d’apogée, qui permit de placer le satellite sur une orbite de transfert géostationnaire comme prévu.
Le troisième lancement, le 23 juin, transportait Intelsat 604, et fut un succès. Aucun lancement du Commercial Titan III n’a eu lieu en 1991, en raison de travaux de maintenance sur le complexe de lancement 40.
Le dernier vol du Commercial Titan III a eu lieu le 25 septembre 1992, et a placé la sonde Mars Observer de la NASA en orbite héliocentrique, à l’aide d’un Transfer Orbit Stage.

## Historique des lancements
| Date/Heure (UTC)        | N° de vol | Charge utile      | Résultat      | Remarques |
| ----------------------- | --------- | ----------------- | ------------- | --- |
| 1 janvier 1990 00:07    | CT-1      | Skynet 4A JCSAT-2 | Succès        | |
| 14 mars 1990 11:52      | CT-2      | Intelsat 603      | Échec partiel | La deuxième étape ne s'est pas séparée du moteur d'apogée, le satellite a ensuite été rehaussé par la navette spatiale Endeavour lors de la mission STS-49.    |
| 23 juin 1990 11:19      | CT-3      | Intelsat 604      | Succès        | |
| 25 septembre 1992 17:05 | CT-4      | Mars Observer     | Succès        | Le lancement fut un succès, utilisant le Transfer Orbit Stage pour le transfert en orbite héliocentrique. Cependant, la sonde a échoué avant d’atteindre Mars. |